# 田臻
田臻（?—?），又稱田瑧，河南襄城人，明朝政治人物。进士出身。

## 生平
正統十年（1445年）乙丑科進士。天順四年，擔任淮安府知府。此後，接替李惠任松江府知府一职，1472年由白行中接任。成化八年，升为山西布政司左参政。